# Kotorsko
Kotorsko (szerbül: Которско), település Bosznia-Hercegovinában, a Szerb Köztársaság északi régiójában Doboj községben. 

## Fekvése
A település Bosznia-Hercegovina északi részén, Dobojtól légvonalban 11, közúton 16 km-re északra, a Boszna-folyó bal partján, 130-223 méteres magasságban található. A település a Krnjin-hegység alacsony, hosszan elnyúló, széles lábánál fekszik, amely a Foča (Lipica) és a Veličanka folyók között, enyhe lejtéssel és elágazóan ereszkedik le a Boszna-folyó széles völgyébe. Természeti szépség és enyhe éghajlat jellemzi ezt a területet. Itt halad át az M-17-es autópálya, mely Šamacot (az északi horvát határon), a Čapljina közelében található Doljanival köti össze.

## Népessége
| Nemzetiségi csoport | Népesség 1991 | Népesség 2013 |
| ------------------- | ------------- | ------------- |
| Szerb               | 15            | 296           |
| Bosnyák             | 3110          | 1538          |
| Horvát              | 57            | 3             |
| Jugoszláv           | 69            | 0             |
| Egyéb               | 44            | 46            |
| Összesen            | 3295          | 1883          |

## Története
A Kotorsko név a „kotor” szóból ered, amely ógörög és latin fordításban erődöt vagy megerősített várost jelent. Kotor eleste után jött a Kotorsko Naselje név, de a Naselje szó később elmaradt. Így csak a Kotorsko név maradt meg, amely eredetileg csak melléknévként szolgált. Kotor első írásos említése Bíborbanszületett Konstantin bizánci császár 931 és 960 között kelt „A birodalom leírása" című könyvében található. Illírek, pannonok, kelták törzsei, valamint bogumilok éltek ezen a területen.
A törökök valószínűleg 1512 (Tešanj, Gračanica eleste) és 1536 (Modriča eleste) között érkeztek erre a területre. A törökök érkezésével a lakosság többsége muszlim vallásúvá vált. Kotor vidéki és kézműves településsé fejlődött, amely már nem érte el a város szintjét, hanem falusi jellegű kisváros volt. Sokat szenvedett a háborúkban, majd újjáépítették. Ebből az időszakból két írásos emlékünk is van: Egy 1597-ből származó felirat és egy kőből épült sírbolt felirata 1776-ból, mely az alsó mecset háremében található. Egy 1680-as földrajzi térképen a Kotorska helyett a Kotor név szerepel, valamint egy másik, 1718-as térképen is Kotor szerepel. Filip Lastrić 1776-ban a „Boszniai Tartomány régiségeinek áttekintése” című könyvében Kotort az erődök és városok között említi.
Egyébként olyan szóbeli hagyományok is maradtak fenn Kotorskóról, hogy itt 7, sőt 13 mecset is található volt. A közelmúltig több erre utaló építményalapra bukkantak Musalem-dván, Pobrđén, Lišinovića Brdón és Mali Mezarluciban. Nem világos, hogy ezek egyszerre vagy eltérő időszakokban léteztek-e. Az azonban biztos, hogy Kotorsko jelentős település volt, kerámiacsövekből készült vízellátó rendszerrel, mektebbel és medresával, legalább két gyülekezettel rendelkezett, és közigazgatási központ volt.
A település 1878-ig tartozott az Oszmán Birodalomhoz, ekkor a berlini kongresszus határozata alapján az Osztrák-Magyar Monarchia része lett. 1879-ben az első osztrák-magyar népszámlálás során a Derventi járáshoz tartozó településnek 168 háztartása, 826 muszlim és 3 római katolikus lakosa volt. 1910-ben a Derventi járáshoz tartozó településen 253 háztartást, 1233 muszlim, 5 ortodox és 8 római katolikus lakost találtak. A monarchia szétesésével 1918-ban előbb a Szerb-Horvát-Szlovén Királyság, majd 1929-től a Jugoszláv Királyság része lett. 1921-ben a Derventi járáshoz tartozó községnek 1376 lakosa volt, melyből 1357 muszlim, 9 ortodox szerb és 10 római katolikus volt. Az 1929-es törvény értelmében, amikor Bosznia-Hercegovinát négy banovinára, Drinskára, Vrbaskára, Zetskára és Primorskára osztották, a település a Vrbaska banovina része lett, amelynek székhelye Banja Luka volt.
A második világháborúban Jugoszlávia megszállása után a Független Horvát Állam (NDH) része lett. A második világháború után 1992-ig a település a szocialista Jugoszlávia keretében a Bosznia-Hercegovinai Népköztársaság része volt. Az 1992-es háborús események során 68 ember halt meg vagy tűnt el a JNA, Szerbia és Montenegró félkatonai alakulatai és a helyi szerb nacionalisták kezétől, a teljes lakosságot kiűzték, a települést pedig, mind az épületeket, mind az infrastruktúrát szinte teljesen elpusztították. A boszniai háborút lezáró daytoni békeszerződés rendelkezése alapján az ország területét felosztották a Bosznia-hercegovinai Föderáció és a boszniai Szerb Köztársaság között. A békeszerződés utáni területmegosztási megállapodás értelmében a település a Boszniai Szerb Köztársasághoz és Doboj községhez került. 2000 óta jelentős számú helyi lakos tért vissza ebbe a Posavina szélén fekvő nagy doboji településre. Így a magánépületek, magánboltok és vendéglátóhelyek mellett Kotorskóban a következőket újították fel: mindkét háború előtti mecsetet, a „Borac” futballklub létesítményeit, egy kulturális központot, egy iskolát, a közvilágítást és a partizán emlékművet. 2016 szeptembere óta egy napraforgóolaj-gyár kezdte meg működését a korábbi „Enterijer” gyár területén.

## Oktatás
„Milan Rakić” Általános Iskola

## Kultúra
A KUD „Mladost” Kotorsko Kulturális és Művészeti egyesületet 1950-ben alapították.

## Sport
Az FK Borac Kotorsko labdarúgóklubot 1949-ben alapították.

## Nevezetességei
Történelmi források szerint Kotor első mecsetét 1571-ben építették, amikor Kotor megkapta a kasaba címet. A szóbeli hagyomány szerint Kotorban egykor tizenhárom mecset volt. A jelenlegi két mecset az 1992-es agresszió során teljesen elpusztult. 
- A mai felső mecset helyén álló régi mecsetet 1992. június 8-án lerombolták. Mind a mecset, mind a minaret áldozatul esett a puszításanak. Kotor népe nagy egységben, akarattal és összefogással egy új és még szebb mecsetet épített. Ünnepélyes megnyitása 2010. július 26-án volt.[8]

- A régi alsó mecsetet ugyancsak 1992. június 8-án robbantották fel, a helyette épített újat pedig 2003. július 27-én nyitották meg.

## Fordítás
- Ez a szócikk részben vagy egészben  a   Kotorsko című bosnyák Wikipédia-szócikk ezen változatának fordításán alapul.  Az eredeti cikk szerkesztőit annak laptörténete sorolja fel. Ez a jelzés csupán a megfogalmazás eredetét és a szerzői jogokat jelzi, nem szolgál a cikkben szereplő információk forrásmegjelöléseként.